# Fundació Manuel de Pedrolo
La Fundació Manuel de Pedrolo és una fundació privada que té com a objectiu recuperar la memòria de la figura i l'obra de l'escriptor català Manuel de Pedrolo. A més a més, presten una gran atenció a la difusió, defensa i normalització de la llengua i cultura catalanes, sent així una fundació catalanista. Amb aquest propòsit, duen a terme i participen cicles de lectures, premis literaris, cursos i actes polítics.
La seva seu es troba a Tàrrega. La Fundació Pedrolo es va inaugurar coincidint amb els 15 anys de la mort de l'escriptor, i es va constituir l'octubre de 2005 i es va donar d'alta al Registre de Fundacions de la Generalitat de Catalunya l'abril del 2006.
El 26 d'octubre de 2014 la Fundació va inaugurar l'Espai Pedrolo al Castell de Concabella, a La Segarra, per a custodiar i conservar l'arxiu del fons documental i divulgar la dimensió personal de Pedrolo. L'Arxiu del Fons Documental de la Fundació Manuel de Pedrolo es va inaugurar al mateix lloc el 14 de febrer de 2015. L'Espai Pedrolo acull l'exposició permanent «Pedrolo, més enllà dels límits», que presenta tant la vessant biogràfica com literària de l'escriptor.